# 桜宮橋
桜宮橋（さくらのみやばし）とは、大阪市の大川に架けられた国道1号（曽根崎通）の橋。大阪市北区天満橋1丁目と都島区中野町1丁目を結ぶ。銀色の橋であることから「銀橋」と呼ばれており、こちらの名称の方が有名となっている。設計は武田五一。
付近は大川沿いに桜之宮公園が広がる。
なお、国道1号の拡張および銀橋の補修工事のために、北側に新桜宮橋（新銀橋）が建設された。新銀橋は安藤忠雄の設計で、既存の銀橋に合わせたデザインとなっている。

## 概要
桜宮橋が西行き3車線、新桜宮橋が東行き3車線となっている。合わせて計画幅員40 mであり、歩道は上下線ともに8.25 mずつ確保されている。

### 桜宮橋
現在の橋は大阪市の第一次都市計画事業に基づいて建設され、1930年（昭和5年）に完成した。
この場所は元々軟弱地盤であり、ある程度の不等沈下を見すえて「3ヒンジアーチ」とよばれる構造を採択している。アーチ部の基礎に長さ20 m、径40 cmの鉄筋コンクリート製のペデスタル杭が片橋台あたり約200本打ち込まれている。さらに施工前には支持力を確認する実験まで行われた。 それでも建設から相当な年月が経ち、十数センチメートル程度の不等沈下が起き、支間が数十センチメートル程度広がったため、一度、基礎の大規模な補修が行われている。
2000年に「大川・中之島の橋梁群」の1つとして「土木学会選奨土木遺産」に選ばれる。
- 形式：鋼アーチ（3ヒンジアーチ）
- 橋長：108 m
- 幅員：22 m

### 新桜宮橋
新桜宮橋は2006年12月18日に開通。旧橋よりも橋長（アーチスパン）が長く、桜宮橋とデザインを合わせるため、アーチ高さを同等とした関係でアーチライズ比（高さ/長さの比）が小さくなっている。構造上、ボルト締結ができないため、全断面溶接構造となっている。現場溶接するために溶接箇所の周囲に風防を付けるなど、品質確保に細心の注意を払って施工された。
形式はローゼ橋となっている。
- 形式：鋼アーチ（単純ローゼ桁）
- 橋長：150 m

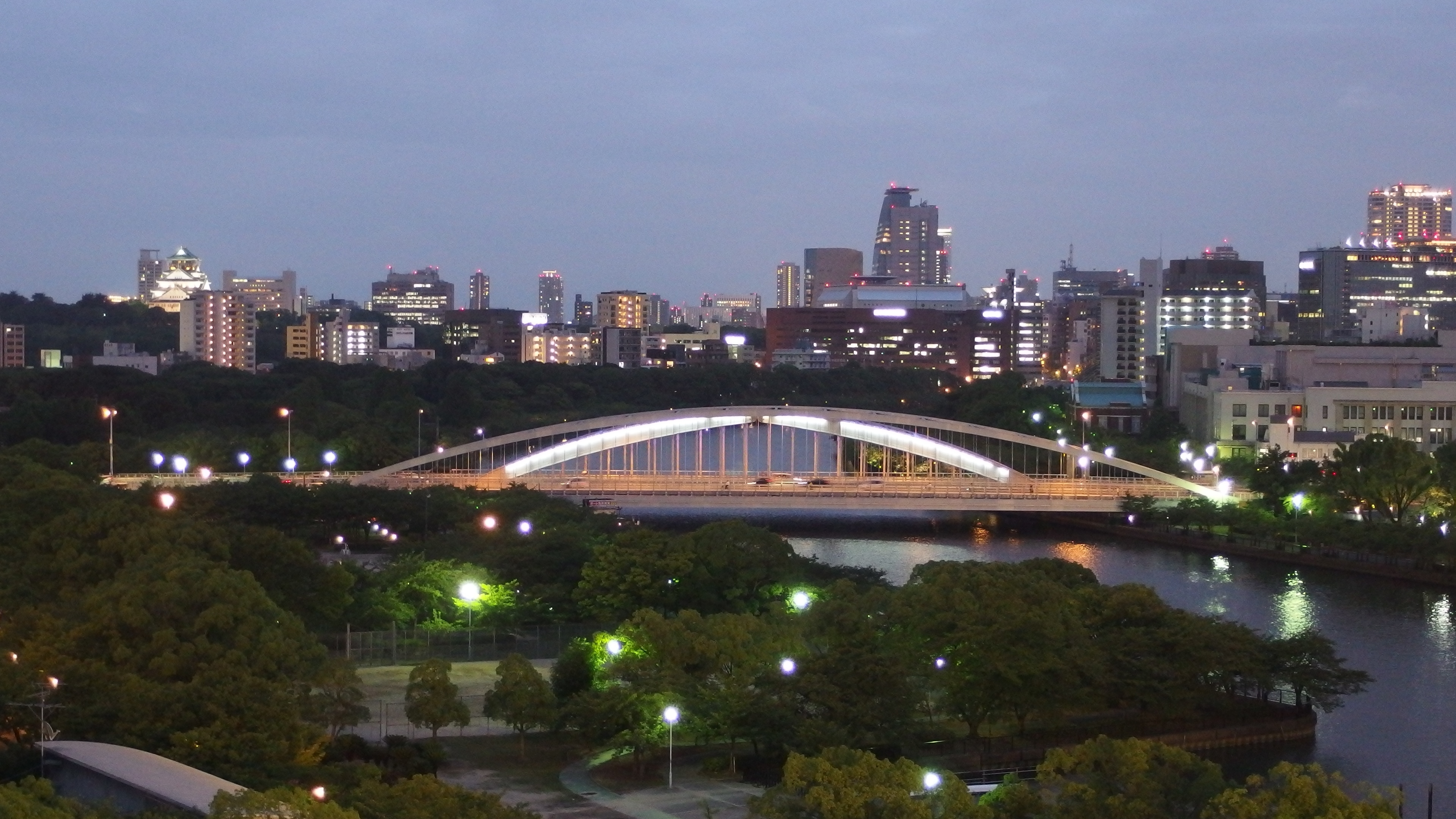
夕景
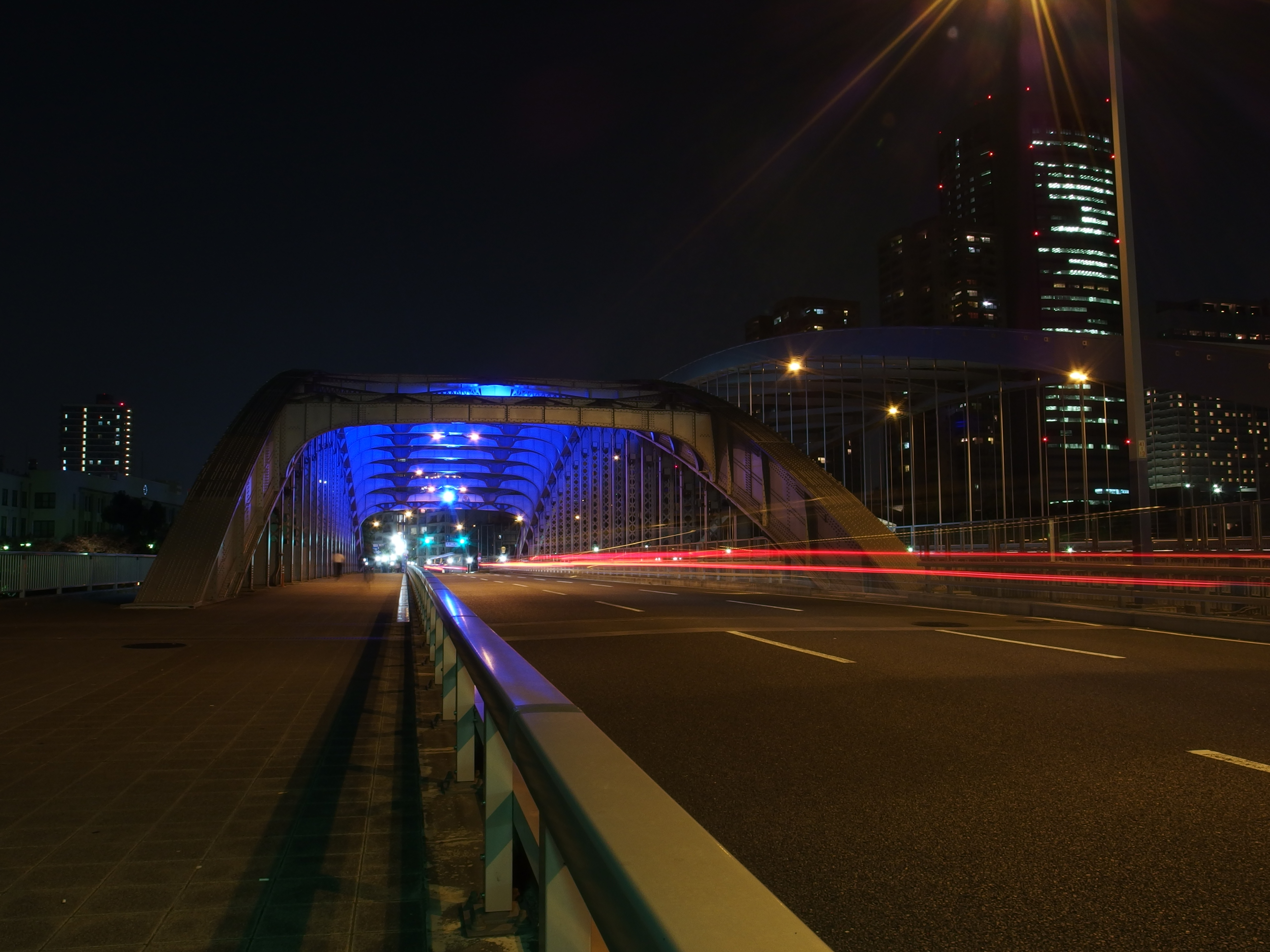
ライトアップ
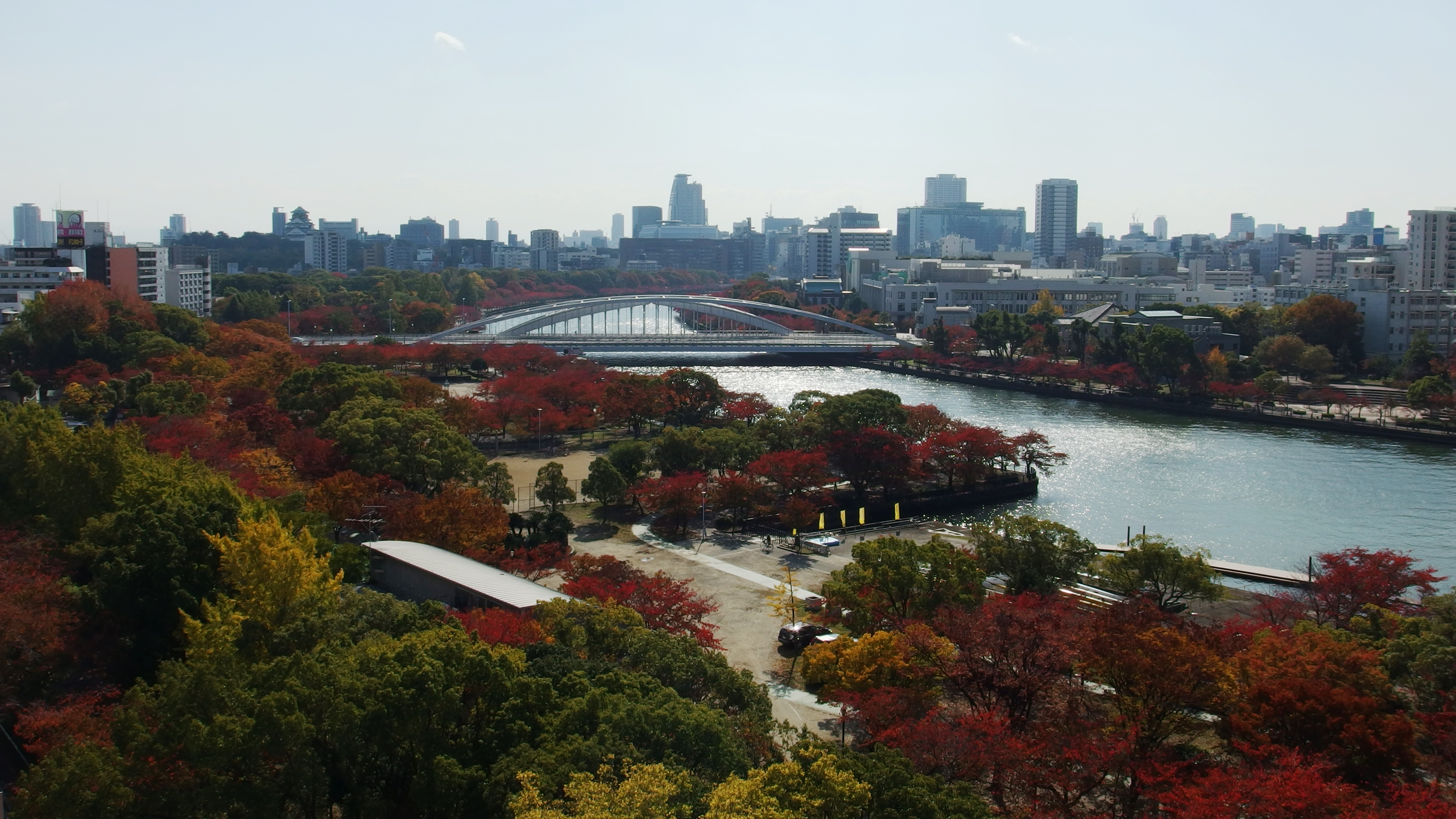
秋の桜宮橋

## 交通
- 大阪シティバス・近鉄バス「桜の宮橋」バス停
- JR東西線 大阪城北詰駅